# Camilla Forcinella
Camilla Forcinella (Trento, 22 giugno 2001) è una calciatrice italiana, portiere del Genoa.

## Carriera

### Club

#### Inizi a Verona
Calcisticamente nata nelle giovanili dell'AGSM Verona, tra le squadre più blasonate del panorama calcistico femminile italiano,  compie il proprio debutto tra i pali nella stagione 2016-2017, incassando tre reti totali.
Nel 2018 il Verona rileva il marchio dell'AGSM e Forcinella disputa 34 presenze in massima serie, fino al 2020.

#### Fiorentina, Juventus
Segue una parentesi di due anni alla Fiorentina, in cui colleziona una sola presenza in campionato e due presenze in Coppa Italia. Dopo zero apparizioni in viola nella prima metà della seconda stagione, a gennaio 2022 va in prestito alla Juventus, che la riscatta poi a giugno, ottenendo anche qui una sola presenza in massima serie.

#### Genoa
Nell'estate del 2023 il club bianconero gira in prestito Forcinella al Genoa, ove il portiere diventa titolare dei liguri (militanti in Serie B). L'8 luglio 2024 rinnova il suo prestito per un'ulteriore stagione.
Successivamente alla promozione in Serie A, il 1° luglio 2025 Forcinella passa ufficialmente a titolo definitivo al club rossoblu, con cui firma un contratto triennale.

### Nazionale
Nel 2016 esordisce con la nazionale under 17, nell'incontro perso 4-1 contro le pari età della Repubblica Ceca, venendo successivamente riconvocata e disputando 23 presenze totali.
Dal 2018 al 2020 Forcinella difende i pali delle Azzurrine under 19, inserita dal tecnico federale Enrico Sbardella tra le 24 convocate in occasione delle qualificazioni all'Europeo di Scozia 2019 e condividendo il ruolo con Roberta Aprile e Lia Lonni. In quell'occasione debutta il 4 ottobre, nel secondo incontro della prima fase, scendendo in campo da titolare nella vittoria per 4-0 contro la Romania per poi venire impiegata, oltre che nel Trofeo di La manga 2019, in tutti i 90 minuti nella successiva fase élite nella vittoria per 1-0 sulla Turchia. Dopo il mancato accesso alla fase finale in Scozia, Forcinella rimane in quota anche per le successive qualificazioni all'Edizione di Georgia 2019, torneo che però viene interrotto prima della fase élite per le limitazione atte a contrastare la diffusione della pandemia di COVID-19 in Europa, non prima di marcare presenze in amichevoli e a La Manga del Mar Menor nell'edizione del 2020.
Nell'agosto 2022 viene convocata per la selezione under 23, debuttandovi nel settembre 2023, disputando, data l'assenza di tornei ufficiali UEFA per la categoria, esclusivamente incontri amichevoli.
Nel maggio 2024 Forcinella è convocata per la prima volta in nazionale maggiore dal tecnico Andrea Soncin, in vista di uno stage a Tirrenia precedente alle due gare contro la Norvegia; tuttavia il portiere non viene confermato nella lista delle convocate definitive per le suddette partite. Viene poi ufficializzata la sua prima convocazione il 27 marzo 2025, in vista degli incontri di UEFA Women's Nations League 2025 delle Azzurre contro Svezia e Danimarca (il 4 e l'8 aprile).

## Statistiche
Statistiche aggiornate al 19 maggio 2025.

### Presenze e reti nei club
| Stagione             | Squadra              | Campionato           | Campionato | Campionato | Coppe nazionali | Coppe nazionali | Coppe nazionali | Coppe continentali | Coppe continentali | Coppe continentali | Altre coppe | Altre coppe | Altre coppe | Totale | Totale |
| Stagione             | Squadra              | Comp                 | Pres       | Reti       | Comp            | Pres            | Reti            | Comp               | Pres               | Reti               | Comp        | Pres        | Reti        | Pres   | Reti   |
| -------------------- | -------------------- | -------------------- | ---------- | ---------- | --------------- | --------------- | --------------- | ------------------ | ------------------ | ------------------ | ----------- | ----------- | ----------- | ------ | ------ |
| 2016-2017            | AGSM Verona          | A                    | 1          | -3         | CI              | -               | -               | UWCL               | -                  | -                  | SI          | -           | -           | 1      | -3     |
| 2017-2018            | AGSM Verona          | A                    | 0          | 0          | CI              | 2               | -1              | -                  | -                  | -                  | -           | -           | -           | 2      | -1     |
| Totale AGSM Verona   | Totale AGSM Verona   | Totale AGSM Verona   | 1          | -3         |                 | 2               | -1              |                    | -                  | -                  |             | -           | -           | 3      | -4     |
| 2018-2019            | Verona               | A                    | 20         | -42        | CI              | 3               | -9              | -                  | -                  | -                  | -           | -           | -           | 23     | -51    |
| 2019-2020            | Verona               | A                    | 14         | -32        | CI              | 0               | 0               | -                  | -                  | -                  | -           | -           | -           | 14     | -32    |
| Totale Hellas Verona | Totale Hellas Verona | Totale Hellas Verona | 34         | -74        |                 | 3               | -9              |                    | -                  | -                  |             | -           | -           | 37     | -83    |
| 2020-2021            | Fiorentina           | A                    | 1          | -1         | CI              | 2               | -2              | UWCL               | 0                  | 0                  | SI          | -           | -           | 3      | -3     |
| 2021-gen. 2022       | Fiorentina           | A                    | 0          | 0          | CI              | 0               | 0               |                    | -                  | -                  |             | -           | -           | 0      | 0      |
| Totale Fiorentina    | Totale Fiorentina    | Totale Fiorentina    | 1          | -1         |                 | 2               | -2              |                    | -                  | -                  |             | -           | -           | 3      | -3     |
| gen.-giu. 2022       | Juventus             | A                    | 0          | 0          | CI              | 0               | 0               | UWCL               | 0                  | 0                  | SI          | -           | -           | 0      | 0      |
| 2022-2023            | Juventus             | A                    | 1          | -1         | CI              | 2               | -2              | UWCL               | 0                  | 0                  | SI          | -           | -           | 3      | -3     |
| Totale Juventus      | Totale Juventus      | Totale Juventus      | 1          | -1         |                 | 2               | -2              |                    | 0                  | 0                  |             | -           | -           | 3      | -3     |
| 2023-2024            | Genoa                | B                    | 28         | -46        | CI              | 1               | -5              | -                  | -                  | -                  | -           | -           | -           | 29     | -51    |
| 2024-2025            | Genoa                | B                    | 29         | -16        | CI              | 1               | -3              | -                  | -                  | -                  | -           | -           | -           | 30     | -19    |
| 2025-2026            | Genoa                | A                    | -          | -          | CI              | -               | -               |                    | -                  | -                  | AWC         | -           | -           | 0      | 0      |
| Totale Genoa         | Totale Genoa         | Totale Genoa         | 57         | -62        |                 | 2               | -8              |                    | -                  | -                  |             | -           | -           | 59     | -70    |
| Totale carriera      | Totale carriera      | Totale carriera      | 94         | -141       |                 | 11              | -22             |                    | 0                  | 0                  |             | -           | -           | 105    | -163   |

## Palmarès
- Campionato italiano: 1

Juventus: 2021-2022
- Coppa Italia: 2

Juventus: 2021-2022, 2022-2023